# Manuel Franco
Manuel Franco (Concepción, Departamento de Concepción, Paraguay; 9 de junio de 1871- Asunción, Paraguay;  5 de junio de 1919) fue un político y abogado paraguayo, presidente de su país desde 1916 hasta su repentino fallecimiento el 5 de junio de 1919.

## Infancia y juventud
El doctor Manuel Franco nació en Concepción el 9 de junio de 1871 siendo presidente de la República don Cirilo Antonio Rivarola. Fue hijo de Josefa Antonia Franco y bautizado en la Iglesia de Concepción por el padre Evaristo Serrano. 
Murió célibe pero con cuatro hijos: Evaristo, Fernando, María Ana y Manuel Franco h.
Luego de concluir sus estudios primarios el joven Manuel, acompañado de su tía doña Trifona Franco de Isnardi, viajó a Asunción para proseguir su preparación. Ingresó en el Colegio Nacional de la Capital en carácter de internado.
Se trasladó  a la Capital, como pensionado por su valle natal, para continuar en el Colegio Nacional de la Capital, en 1891 el cuarto curso de bachillerato. Fue condiscípulo de Adolfo Riquelme y Eugenio A. Garay. 
Ingresó seguidamente a la Facultad de Derecho donde obtuvo el doctorado.

## Trayectoria
Sus escasos recursos le obligaron, durante su vida universitaria, a aceptar cargos burocráticos. 
En 1893 fue designado oficial 1º de la Contaduría General de la Nación y el 1894, tenedor de libros de la misma institución.
En adelante, a pesar de su condición liberal prosiguió su carrera ascendente en la administración pública.
En agosto de 1899, pasó a integrar el Consejo Nacional de Educación conjuntamente con el doctor Manuel Domínguez.
El presidente Escurra lo designó en junio de 1903, director del Colegio Nacional de la Capital, cargo que ocuparía hasta su reemplazo en 1907 por Cleto Romero.
En mayo de 1905, formó parte con Gerónimo Zubizarreta y Francisco Rolón, de la comisión investigadora de los actos del régimen colorado recientemente derrocado.
Durante la presidencia de Emiliano González Navero fue nombrado ministro de Justicia, Culto e Instrucción Pública y en 1908, ministro del Interior.
En 1912 era senador nacional. En 1913, fiscal general del Estado ad hoc y nuevamente en 1916 retomó su banca en el senado.
Meses más tarde ocupó la dirección del Banco Agrícola y en 1910 la titularidad del Superior Tribunal de Justicia junto a los doctores Francisco C. Cháves y Manuel Burgos.
Su actividad política devino como consecuencia de su relacionamiento con los más renombrados exponentes del mundo intelectual. Pertenecía al grupo radical del liberalismo y tuvo como mentor doctrinario al doctor Manuel Gondra.
En 1911, formó parte con Gondra, Schaerer, Montero y Emiliano González Navero, de la junta revolucionaria instalada en Pilar del Ñeembucú.

## Docencia
Preocupado con las falencias educacionales, Franco no pudo dejar de lado su condición de maestro, dedicándose de inmediato a difundir sus conocimientos y aplicarlos a la docencia.
Fue profesor de Derecho Usual y Moral Cívica en el Colegio Nacional de la Capital y en la Facultad de Derecho fue docente de cátedra de Derecho Civil. Ejerció el Rectorado de la Universidad en 1912.

## Presidencia
El 15 de agosto de 1916 - 5 de junio de 1919 fue ungido por la convención liberal como candidato para la presidencia de la República. Designado presidente, recibió la banda presidencial de manos de don Eduardo Schaerer. Tuvo como vicepresidente al doctor José P. Montero.
El Paraguay adquirió prestigio diplomático merced a la designación de personajes de relieve en diversas representaciones: Manuel Gondra en los Estados Unidos y México, Fulgencio R. Moreno en Bolivia y Cecilio Báez para Europa.
Se impuso metas en las que priorizaba la enseñanza profesional, la reforma agraria,  la implantación del voto secreto y la fijación del valor de la moneda.
No descuidó el tema educacional para lo cual propició el plan de 1904 y años después el estatuto del magisterio que reglaba las remuneraciones de los docentes.
Prestó atención al aspecto edilicio de Asunción al transformar el mercado guasú en plaza pública.
Formó un gabinete ministerial de lujo, seleccionando a lo más granado de la inteligencia política paraguaya, tales como Luis A. Riart, Manuel Gondra, Félix Paiva, Eligio Ayala y Ernesto Velázquez. Actuó con ecuanimidad y justicia designando también a republicanos de valía para la función pública.
Su gobierno se destacó por las condiciones de capacidad y honradez

## Muerte
Falleció en el despacho el 5 de junio de 1919, de un paro cardíaco, y le sucedió constitucionalmente el vicepresidente Dr. José P. Montero.
La antigua calle Del Sol (más tarde Espinoza y luego Villarrica) de Asunción, recibió el nombre de Presidente Franco. Igualmente así se denomina la principal arteria de Concepción que parte del puerto hasta la avenida Pinedo.
| Predecesor: Eduardo Schaerer | Presidente de la República del Paraguay 1916 - 1919 | Sucesor: José Pedro Montero |